# Oceanside (Kalifornie)
Oceanside je město v San Diego County, v Kalifornii. V roce 2020 ve městě žilo 174 068 obyvatel. Díky svým historickým památkám, plážím a architektuře jde o turistickou destinaci. Počátky města se datují do roku 1798, kdy ho jako San Luis Rey založili Španělé.

## Doprava
Městem procházejí silnice California State Route 78 a California State Route 76.

## Rodáci
- Chris Thile (* 1981) – americký hudebník
- Joshua Bassett (* 2000)
- Sam Kendricks (* 1992) – americký atlet

## Partnerská města
- Fudži, Japonsko
- A'ana, Samoa
- Ensenada, Mexiko
- Kisarazu, Japonsko